# Osiedle Młynarska (Siedlce)

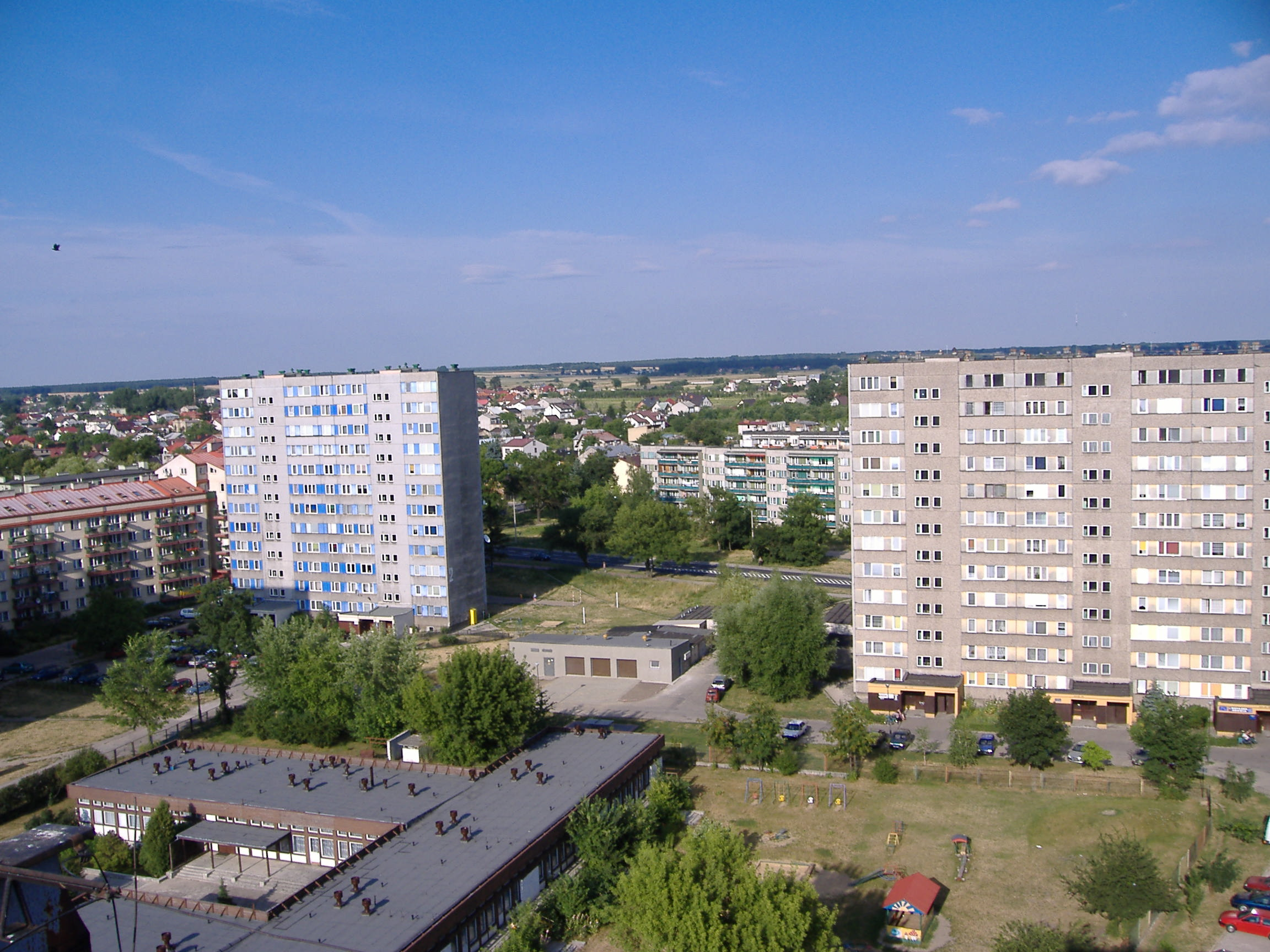
Osiedle Młynarska

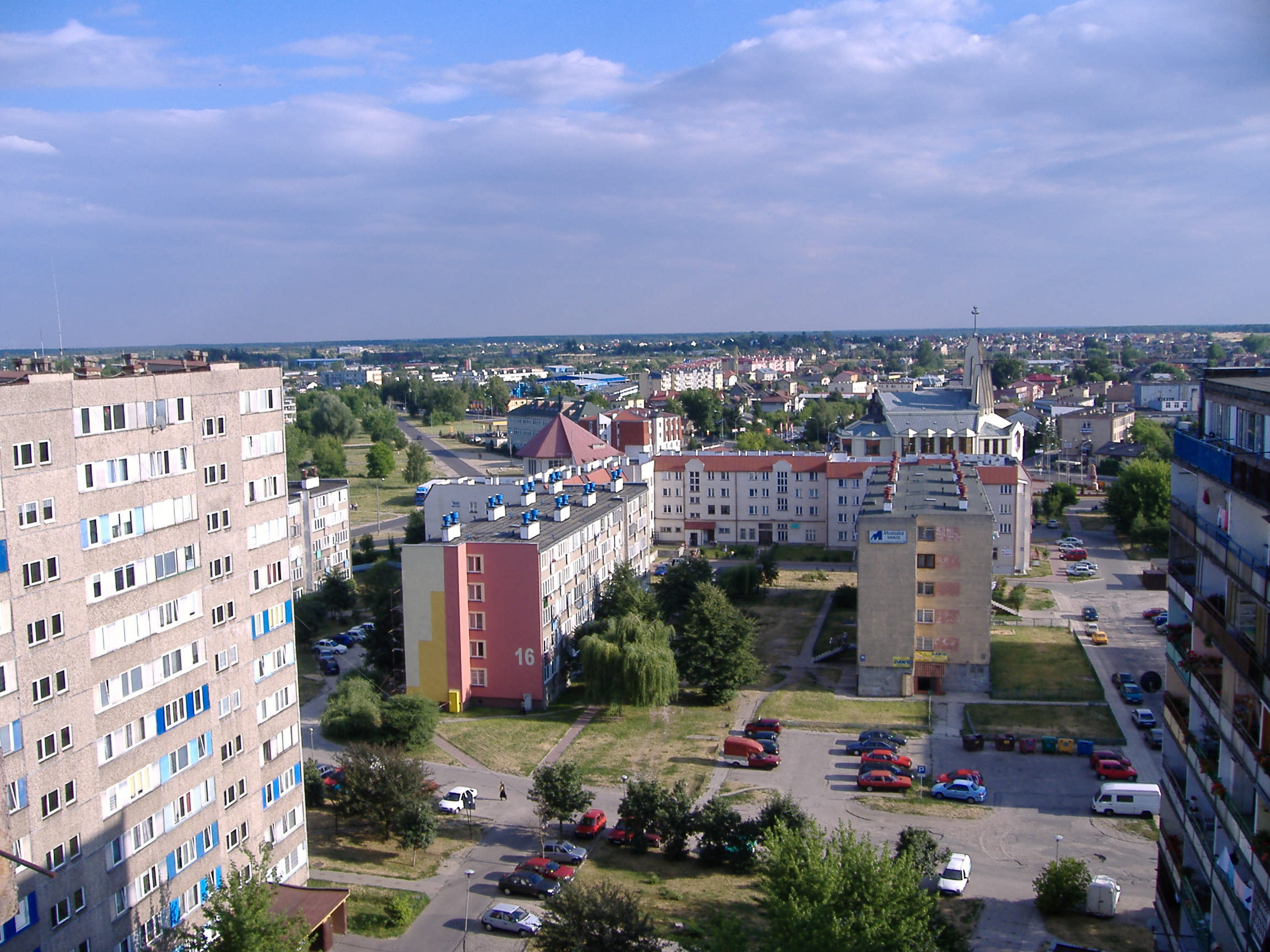
Osiedle Młynarska

Os.  Młynarska – osiedle mieszkaniowe w Siedlcach, leży we wschodniej części miasta. Budowę osiedla rozpoczęto w 1980 na fali intensywnego rozwoju przemysłu. Osiedle zajmuje obszar ok. 5 ha i w całości zabudowane jest blokami z wielkiej płyty (11 i 4 piętrowymi).

## Położenie
Osiedle znajduje się pomiędzy ulicami:
- Starowiejską (od północy),
- prym. kard. St. Wyszyńskiego (od wschodu i południa),
- Floriańska (od zachodu).

Osiedle graniczy z:
- Os. Wyszyńskiego (od wschodu),
- dzielnicą Śródmieście i Os. Wiatraczna (od zachodu),
- Parkiem miejskim Aleksandria i Szpitalem Miejskim (od północy).

## Ważniejsze obiekty
- Miejskie Przedszkole nr 17 i Niepubliczne Przedszkole "Calineczka"
- Kościół pw. św. Stanisława BM
- supermarket Stokrotka
- filia (nr 4) Miejskiej Biblioteki Publicznej
- Pawilon Handlowy (sklep Alsen.pl, zakł. mięsny Wierzejki, dyskont Biedronka, placówka Poczty Polskiej i banku PKO BP)